# Vaigrage

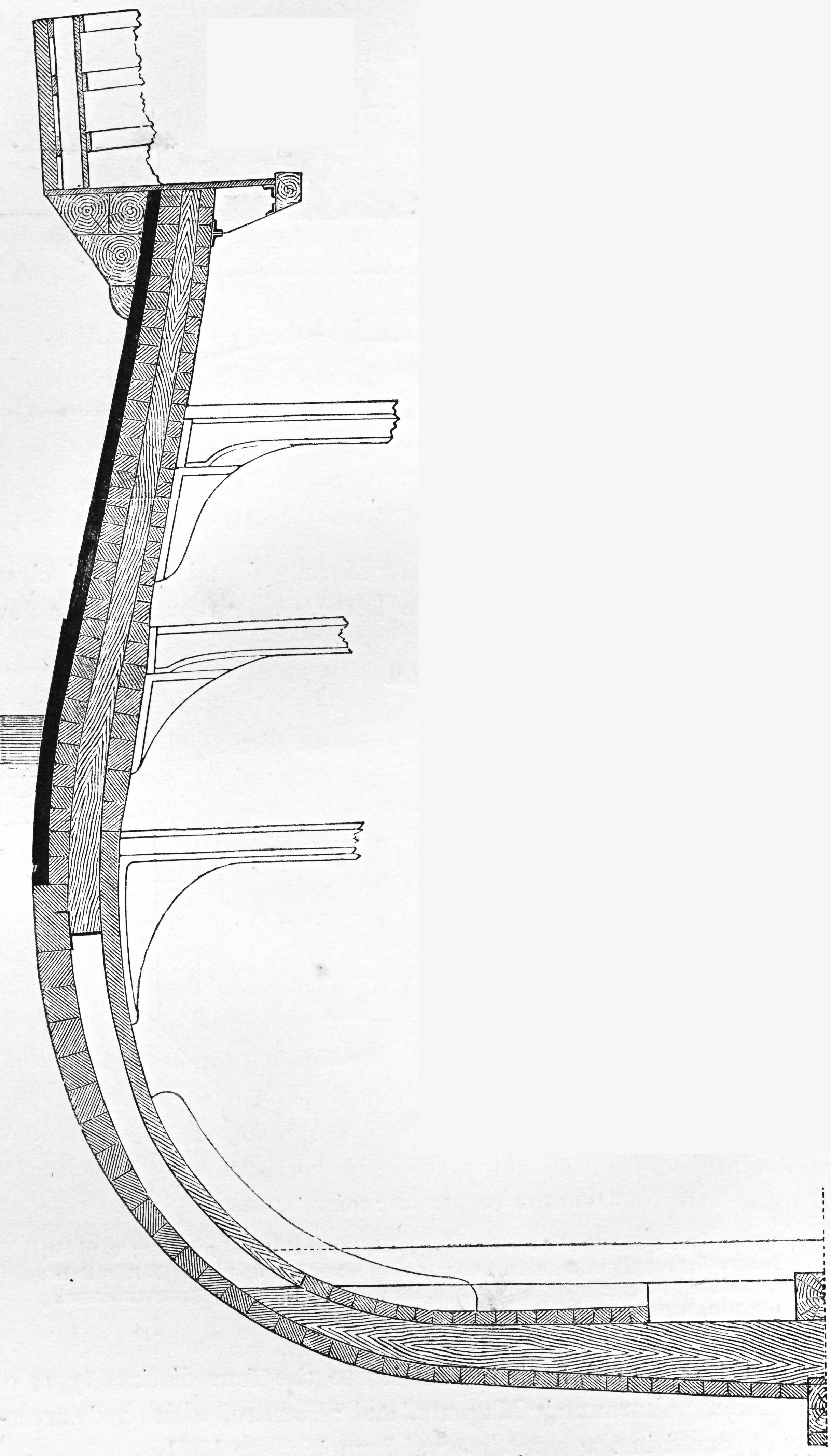
Section de coque : Le vaigrage est la paroi interne de la coque qui double du bordage (paroi externe de la coque)

Le vaigrage est l'ensemble des pièces qui sont placées sur les couples, parallèle au bordage mais du côté intérieur de la coque d'un bateau.
Le vaigrage n'a pas autant d'importance que le bordé qui se trouve lui du côté extérieur et fait l'étanchéïté de la coque. On pourrait l'assimiler à un revêtement intérieur mais il renforce quand même la structure générale du bateau. Il s'assemble horizontalement ou obliquement.

## Description
Le vaigrage clôt la maille et empêche les marchandises emballées ou en vrac de pénétrer dans la maille dans laquelle l'eau embarquée (ou de condensation) doit pouvoir circuler librement afin d'être d'ailleurs évacuée ou pompée grâce à des "anguillers" ; le vaigrage en plein ne permet pas la circulation de l'air et peut entrainer un pourrissement du bois, aussi un ajouré dans le vaigrage (qui est alors dit à claire-voie) empêche-t-il la corruption ou la destruction du chargement par l'humidité,. Le vaigrage peut être combiné à une isolation thermique dans le cas de cales de navire frigorifique.

## Voiliers et bateaux de plaisance
Le « vaigrage » est un revêtement à l'intérieur d'un navire qui cache les couples, barrots et tissus de verres. Il peut être composé de différents matériaux : tissu et  mousseline, contreplaqué, plaques de liège ou autre. Assez épais, il a une fonction de décoration, et sert aussi à masquer des éléments d'isolation ou d'insubmersibilité. Il n'a aucun effet structurel sur le pont ou la coque (sauf pour un vaigrage contremoulé en fibre de verre).
Il existe des vaigrages écologiques sous forme d'enduits textiles qui sont faciles à poser (enduit) et qui évitent les désagréments des revêtements traditionnels comme le décollage, la moisissure, les plis etc. Il s'agit d'enduits textiles biologiques ou tapisseries liquides (baumwollputz).